# Euphorbia apurimacensis
Euphorbia apurimacensis är en törelväxtart som beskrevs av Léon Camille Marius Croizat. Euphorbia apurimacensis ingår i släktet törlar, och familjen törelväxter. IUCN kategoriserar arten globalt som sårbar.
Artens utbredningsområde är Peru. Inga underarter finns listade i Catalogue of Life.

## Bildgalleri

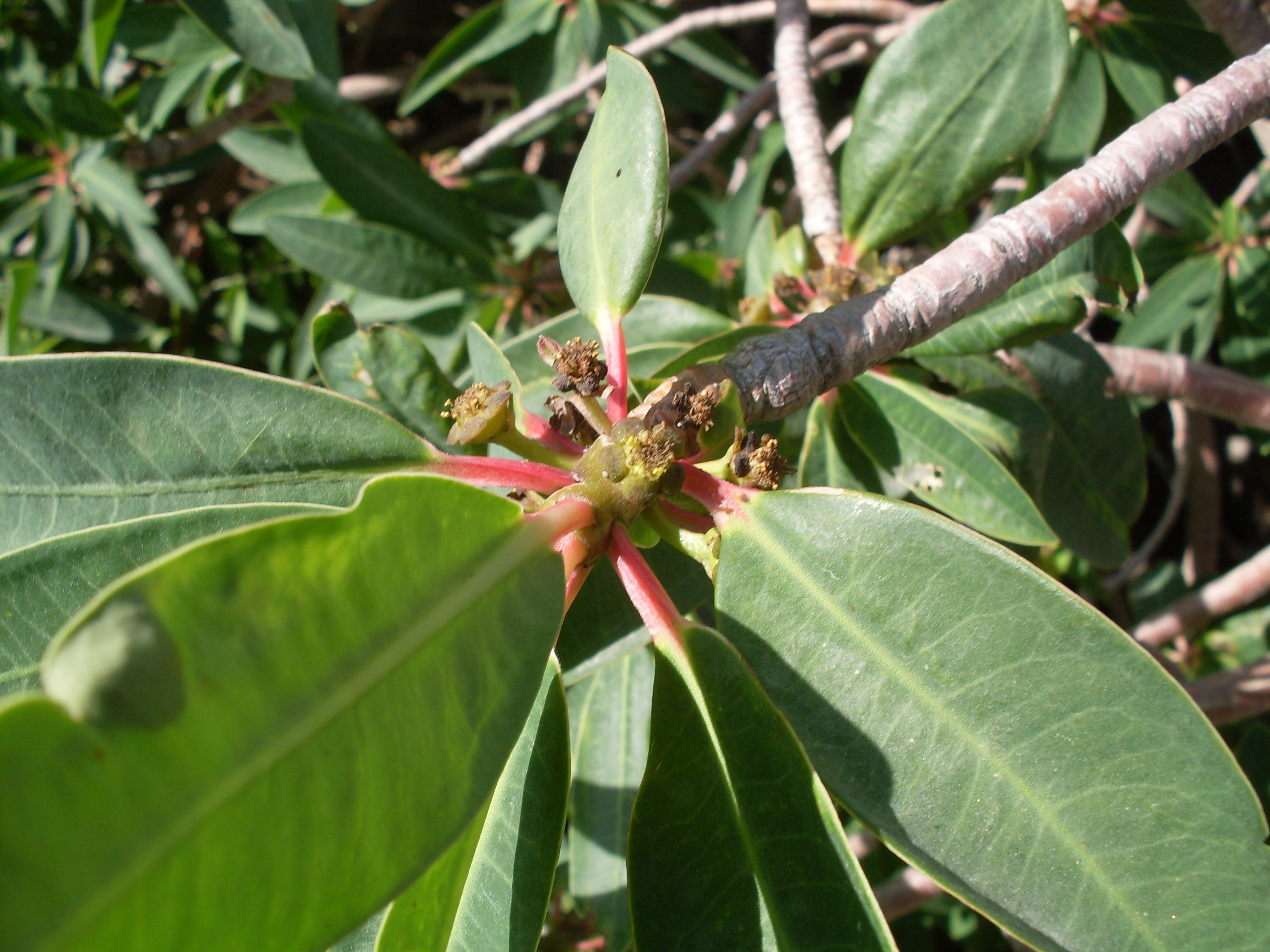